# Sambal oelek

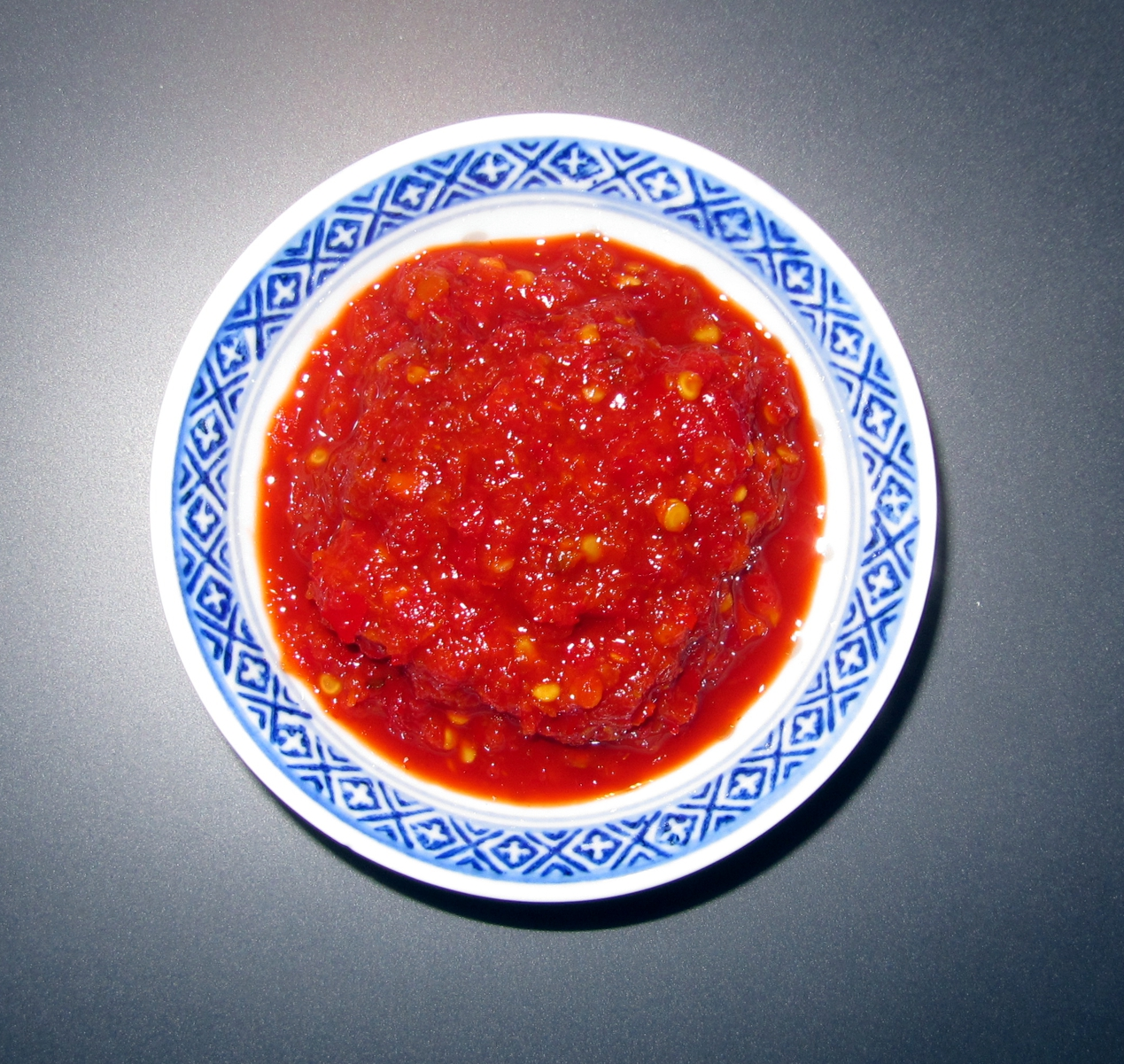
Schotel met sambal oeloek

Sambal oelek (Indonesisch: sambal ulek) is het standaardtype Indonesische sambal. Sambal oelek is een gestampt mengsel (sambal = mengsel, ulek = stamper, wrijver) van chilipeper en zout dat traditioneel met een platte stenen-vijzel (ulekan / oelekan en cobek / tjobek) wordt bereid.
Oorspronkelijk komt de sambal uit Indonesië. Het kruidenmengsel bestaat traditioneel uit gemalen Spaanse pepers. In Indonesië noemt men deze Spaanse pepers 'lombok'. Er worden ook wel kleinere Spaanse pepertjes gebruikt, die zeer heet zijn, 'rawit' genaamd. Verder gaat er in het kruidenmengsel zout en azijn. Deze basis kan worden uitgebreid met gebakken uien, gefermenteerde garnalen (ook wel 'trassi' genoemd), suiker en alle soorten kruiden en specerijen.
In Nederland wordt bij maaltijden in Chinees-Indische restaurants vaak sambal oelek aangeboden. Bij Indisch-Indonesische gerechten en maaltijden wordt doorgaans 'gebakken' sambal gebruikt als bijgerecht, zoals sambal badjak en sambal baloujak.